# Flatland

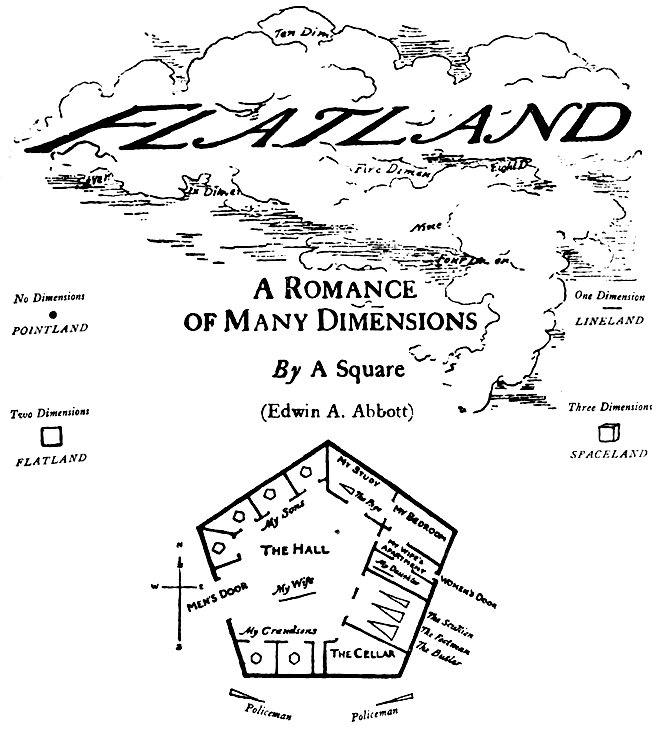
Titelseite der zweiten Auflage 1884

Flatland. A Romance of Many Dimensions (dt. Titel „Flächenland“) ist eine 1884 von Edwin Abbott Abbott unter dem Pseudonym A. Square veröffentlichte Novelle. Die Schrift ist eine Satire auf die Struktur der Viktorianischen Gesellschaft sowie ein mathematisches Essay über die vierte Dimension.

## Inhalt

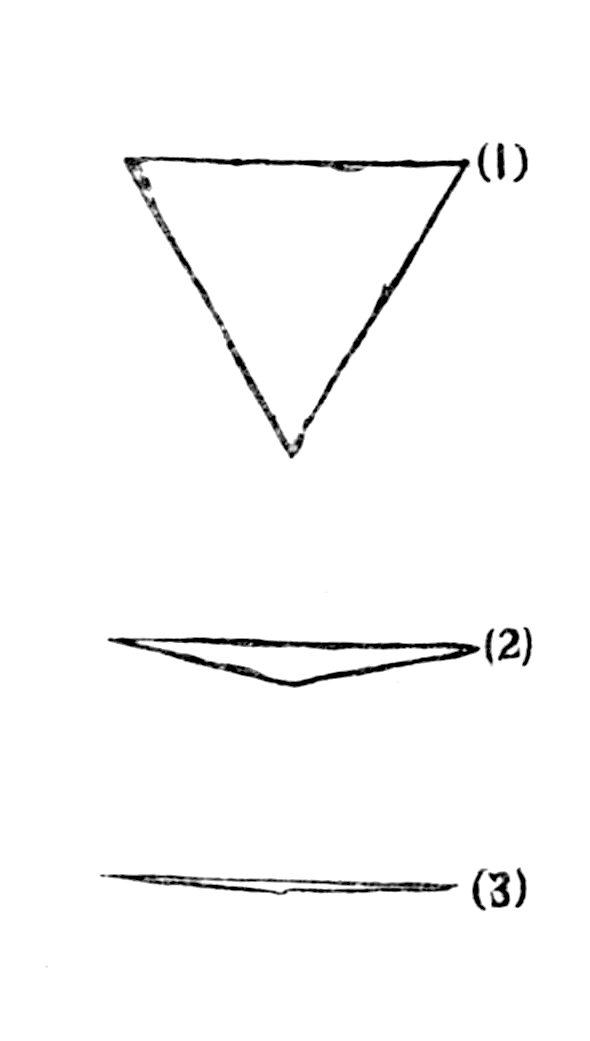
Nur ein Blick von oben auf Flatland kann die verschiedenen geometrischen Figuren unterscheiden (1). Aus der Perspektive eines Bewohners von Flatland sehen alle Figuren aus wie eine gerade Linie (3).

A. Square, der Ich-Erzähler in Flatland, lebt in einer flachen, also zweidimensionalen Welt, deren Bewohner die Gestalt einfacher geometrischer Formen haben und einem strengen Kastensystem unterliegen. Frauen sind gerade Linien. Soldaten und Arbeiter sind ungleichschenklige Dreiecke. Sie gehören der Unterschicht an und genießen kein gesellschaftliches Ansehen, da nicht alle ihre Seiten gleich lang sind und sie deshalb als verunstaltet gelten. Wegen ihres spitzen Winkels sind sie jedoch gefährlich, da sie damit leicht andere Figuren tödlich verletzen können. Die Mittelschicht bilden gleichseitige Dreiecke wie beispielsweise Kaufleute. Darüber stehen die Gelehrten, die Quadrate, wie der Erzähler selbst, oder Fünfecke sind. Alle Figuren mit sechs oder mehr Seiten gehören dem Adel an, wobei ihre gesellschaftliche Stellung umso höher ist, je mehr Seiten sie haben. Die höchste gesellschaftliche Stellung haben die Kreise inne, die die Priesterkaste bilden. In Flatland ist es Naturgesetz, dass jeder männliche Nachkomme eines gleichseitigen Vaters jeweils eine Seite mehr hat als dieser. So steigt jede Generation um eine Stufe auf, mit Ausnahme der Nachkommen ungleichschenkliger Dreiecke. Die ungleichschenkligen Dreiecke bleiben, in der gesellschaftlichen Hierarchie, immer auf einer Stufe.
Im ersten Teil des Buches, der eine Satire auf die Struktur der Viktorianischen Gesellschaft ist, beschreibt das Quadrat ausführlich die gesellschaftlichen Besonderheiten von Flatland. Insbesondere werden die komplizierten Methoden dargestellt, mit denen die Bewohner erkennen, welche Form ihr Gegenüber hat und wie somit mit ihm umzugehen ist.

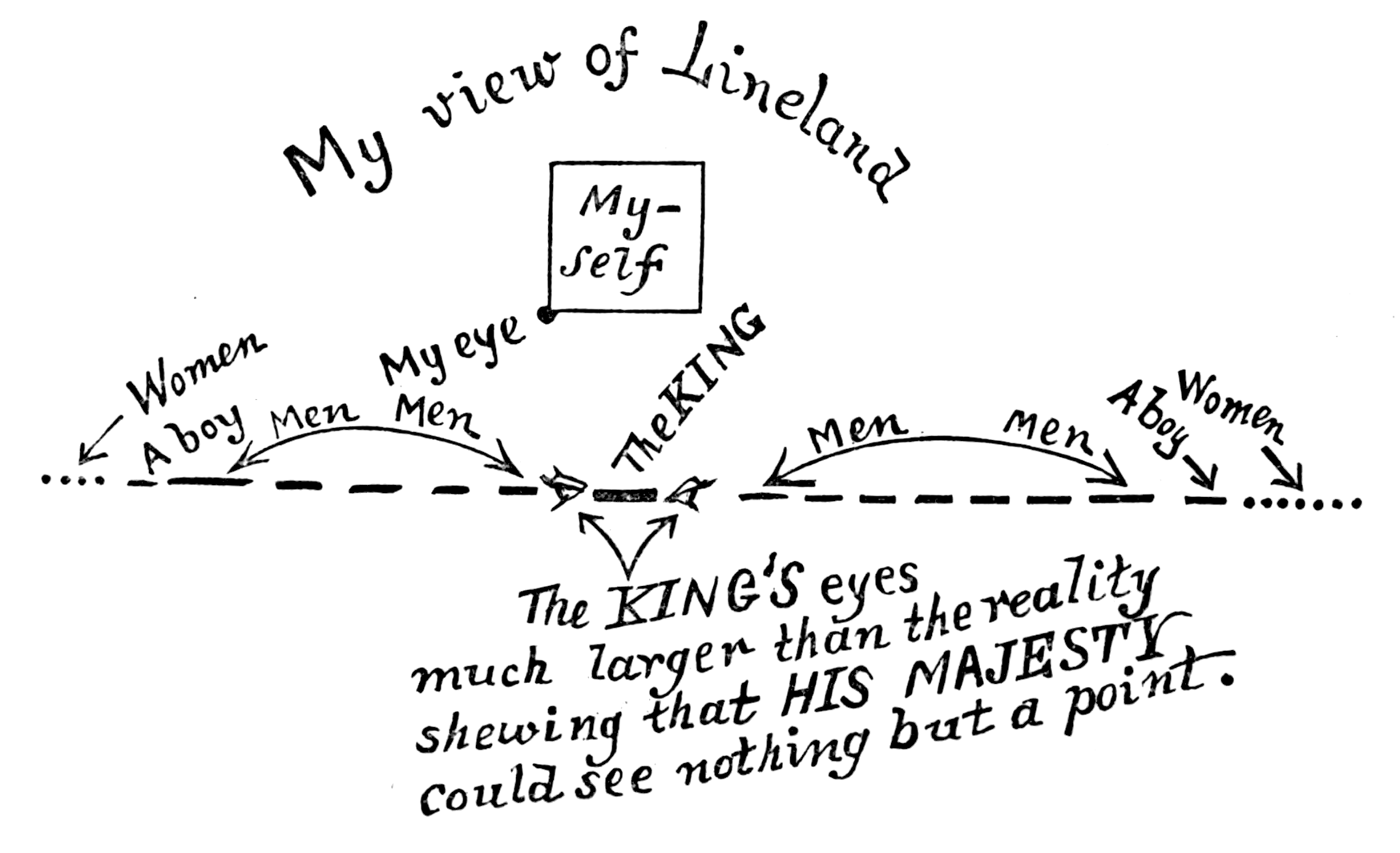
Das Quadrat besucht Linienland und versucht vergeblich, dessen König von der Existenz einer zweiten Raumdimension zu überzeugen.

Im zweiten Teil, der ein mathematisches Essay über die Existenz einer vierten Raumdimension ist, besucht der A. Square in einem Traum das eindimensionale Linienland, eine Welt, deren Bewohner nur unterschiedlich lange Strecken auf einer Geraden sind, wobei ihre Länge ihre gesellschaftliche Stellung ausmacht. Vergeblich versucht er den König von Linienland davon zu überzeugen, dass es noch eine weitere Dimension gibt. Ein weiterer Traum führt ihn in das nulldimensionale Punktland, wo er nichts als einen nulldimensionalen Punkt sieht, der nur sich selbst kennt und sich in Selbstgesprächen in den höchsten Tönen lobt. Zurück in seiner zweidimensionalen Welt erscheint dem Erzähler eine Kugel, ein Gast aus unserer dreidimensionalen Welt. Erst nach langer Mühe gelingt es der Kugel, das Quadrat von der Existenz der dritten Dimension zu überzeugen, und sie nimmt es zu einem Rundflug über seine zweidimensionale Heimat mit. Der nun zur vollen Erkenntnis der Dimensionalität gelangte Erzähler übertrifft daraufhin die Kugel, seinen Lehrer, darin, indem er sogar die Denkbarkeit vier- und höherdimensionaler Welten beschreibt, was die Kugel verärgert, die ihn deshalb zurück in seine Welt stößt. Als der Erzähler seine Erkenntnis der höheren Dimensionen schließlich unter den Bewohnern von Flatland verbreiten will, stößt er allerdings nur auf Irritation und wird schließlich als Aufrührer eingekerkert.

## Deutung
Abbott wollte mit seiner Gesellschaftssatire das geometrische bzw. stereometrische Denken seiner Leser fördern sowie Gesellschaftsordnung und Vorurteile seiner Zeit karikieren. Die Bewohner Flächenlands haben überaus starre Umgangsformen und betrachten Frauen, die bei ihnen Linien sind, als geistig minderbemittelt, was als übertreibende Verzeichnung der Verhältnisse des viktorianischen England gedeutet werden kann.
Heute ist das Buch neben seinem unverminderten Unterhaltungswert hauptsächlich dadurch interessant, dass dem Leser ein plastischer Eindruck von anderen Räumen vermittelt wird. Uns fällt die Vorstellung der vier- und mehrdimensionalen Räume der Mathematik und Physik ähnlich schwer, wie dem Quadrat der Umgang mit dem für uns selbstverständlichen dreidimensionalen Raum.
Paul Watzlawick verfasste die Nacherzählung Flachland und deutete sie als Relativität der Wirklichkeit.

## Rezeption
Eine von Flatland inspirierte Kurzgeschichte veröffentlichte bereits zu Lebzeiten Abbotts der Mathematiker Charles Howard Hinton 1907 unter dem Titel An Episode on Flatland: Or How a Plain Folk Discovered the Third Dimension. 2001 erschien der Roman Flacherland des Mathematikprofessors Ian Stewart, der Abbotts Werk mithilfe aktueller mathematischer und physikalischer Kenntnisse in die Gegenwart überträgt. Stewarts Roman behält trotz seines offensichtlich höheren wissenschaftlichen Gehalts (Themen wie Feynman-Diagramme, die Superstringtheorie und Quantenmechanik sind eingebaut) den satirischen Charakter, überträgt ihn aber auf die Realitätsferne des heutigen physikalischen Weltbilds. Dionys Burger veröffentlichte mit seinem Roman Silvestergespräche eines Sechsecks eine Fortsetzung Flatlands, dessen Hauptfigur ein Enkel A. Squares ist.
Die Serie The Big Bang Theory nimmt Bezug auf Abbotts Werk (Staffel 3, Episode 12). In der Serie The Orville entdeckt die Besatzung des gleichnamigen Raumschiffs eine zweidimensionale Welt, die den Captain Mercer an Flatland erinnert (Staffel 1, Episode 11).

## Übersetzungen ins Deutsche
Es gibt fünf deutschsprachige Übersetzungen (siehe: Deutschsprachige Ausgaben). Werner Bieck bietet in seiner 1929 erschienenen Auswahlübersetzung nicht den vollständigen Text. Peter Buck verwendete in seiner 1982 erschienenen Übertragung einen freieren Übersetzungsstil und entschärfte – laut seinem Geleitwort – die „frauenfeindlichen Darstellungen“ in seiner Fassung. Joachim Kalka, Antje Kaehler und Daniel Tibi bleiben in ihren Übersetzungen nahe am Originaltext und behalten damit die Gesellschaftskritik bei.

## Ausgaben
- Edwin A. Abbott: Flatland: A romance of many dimensions. Seeley, London 1884.
- Edwin A. Abbott: Flatland: A romance of many dimensions. Seeley, London 2nd and rev. ed. 1884.
- Edwin A. Abbott: Flatland: A romance of many dimensions. Basil Blackwell, Oxford 3rd and rev. ed. 1926.

Diesen drei klassischen englischsprachigen Ausgaben folgten eine Vielzahl moderner Ausgaben. Darunter seien erwähnt:
- Ian Stewart: The Annotated Flatland. Perseus Publishing, Cambridge 2002. ISBN 0-7382-0541-9.
- Edwin A. Abbott: Flatland: A romance of many dimensions. Ed. by Rosemary Jann. Oxford University Press, Oxford 2006. ISBN 0-19-280598-3.

### Deutschsprachige Ausgaben
- Edwin A. Abbott: Flächenland. Eine Geschichte von den Dimensionen. Ausgewählt und ins Deutsche übertragen von Werner Bieck. Teubner, Leipzig 1929.
- Edwin A. Abbott: Flächenland. Ein mehrdimensionaler Roman. Hrsg. u. übers. von Peter Buck. Franzbecker, Bad Salzdetfurth 1982. ISBN 3-88120-020-7.
- Edwin A. Abbott: Flächenland. Ein mehrdimensionaler Roman. Übers. v. Joachim Kalka. Klett-Cotta, Stuttgart 1982; Götz, Laxenburg 1999. ISBN 3-9501011-0-1.
- Edwin A. Abbott: Flatland. Ein Märchen mit vielerlei Dimensionen. Übers. v. Antje Kaehler. RaBaKa, Neuenkirchen 2009. ISBN 978-3-940185-15-0.
- Edwin A. Abbott: Flatland. Eine phantastische Geschichte über viele Dimensionen. Übers. v. Daniel Tibi. Verlag Traugott Bautz, Nordhausen 2012. ISBN 978-3-88309-767-1.

## Film
- 2007: Flatland